# Ulucs Ali
Ulucs Ali pasa (Le Castella, Calabria, 1519 – Isztambul, 1587. június 21.) török kalóz, majd az Oszmán Birodalom kapudán pasája, Algír kormányzója volt. Giovanni Dionigi Galeniként született calabriai keresztény családban. Sokféle néven ismert, Miguel Cervantes például Uchaliként emlegeti Don Quijote című művében.

## Pályafutása
A későbbi pasa egy Le Castella nevű calabriai faluban született, apja Birno Galeni hajós, anyja Pippa de Cicco volt. Apja szerette volna, ha vallási oktatásban részesül, de 1536. április 29-én Ali Ahmed kalózkapitány fogságába esett, és gályarabságra kényszerítették. Ebben a „minőségében” vett részt az 1538-as prevezai csatában. 1541-ben, akkor már Turgut flottájában, áttért az iszlámra, ami akkor megszokott volt a gályarabok körében.
Jó hajós volt, ezért gyorsan emelkedett a ranglétrán, és egy gálya kapitány-tulajdonosa lett. Turgut flottájába tartozott, aki kora leghírhedtebb kalózvezére és oszmán flottaparancsnoka volt. Ulucs Ali többször hajózott együtt Piali pasával, a török admirálissal. 1550-ben Számosz kormányzatának vezetőjévé nevezték ki. 1560-ban részt vett a dzserbai csatában. 1565-ben Alexandria kormányzójának, Bejler-bejnek nevezték ki. Ugyanebben az évben részt vett az Oszmán Birodalom egyiptomi flottájával Málta török ostromában. Turgut halála után Piali Tripoli kormányzójának nevezte ki. A következő években számos rajtaütést hajtott végre Szicília, Calabria és Nápoly partvidékén.
1568 márciusában II. Szelim oszmán szultán Algír kormányzójának nevezte ki Ulucs Alit. 1569-ben legyőzte Tunisz uralkodóját, akit a spanyolok segítettek. 1570 júliusában megtámadta a Szent János-lovagrend öt hajóját, és közülük négyet elfogott. 1571-ben janicsárjai fellázadtak elmaradt zsoldjuk miatt, és Ulucs Ali kénytelen volt a tengerre menekülni előlük. Mivel megtudta, hogy egy nagyobb török hajóhad van a közelében, csatlakozott hozzá, és ennek révén részt vett a lepantói csatában. Sikerült elfoglalnia a máltai lovagok zászlóshajóját, majd amikor nyilvánvalóvá vált, hogy a csata elveszett, összegyűjtötte a flotta maradékát, és Isztambulba hajózott. A máltai hajó lobogóját II. Szelim szultánnak ajándékozta, aki a kılıç (kard) nevet adományozta neki, valamint október 29-én kapudán pasának nevezte ki. Ettől kezdve egyes források Kılıç Ali pasaként hivatkoznak rá.
Piali pasával megkezdte az oszmán flotta újjáépítését. Pártolta a nehéz, tüzérséggel jól felszerelt velencei gályákhoz hasonló hajók tervezését és építését. 1573-ban hadműveleteket hajtott végre az olasz partoknál. Algíri kormányzói posztját Arab Ahmed kapta meg. 1574 júliusában 250 gályával Tuniszba indult, és augusztus 25-én elfoglalta La Goleta kikötői erődjét, majd szeptember 13-án az egész várost. A hadjárat részeként erődöt építtetett Marokkóban, szemben az andalúz partokkal. 1576-ban Calabriában harcolt, 1584-ben pedig haditengerészeti expedíciót indított a Krímhez. Egy évvel később az Alexandriában állomásozó flottával leverte a szíriai és libanoni lázadásokat.
1587. június 21-én Isztambulban halt meg. A róla elnevezett mecsetben temették el, amelyet Szinán tervezett.